# Legalmente Loiras
Legally Blondes (bra/prt: Legalmente Loiras) é um filme estadunidense de 2009, do gênero comédia, dirigido por Robert Luketic. 
Trata-se de um spin-off de Legalmente Loira. Elle Woods, anteriormente desempenhada por Reese Witherspoon, não aparece no filme, mas foi mencionada várias vezes. No entanto, Witherspoon apresentou e produziu o filme. O filme foi exibido no canal ABC Family e Disney Channel, e é direcionado a um público mais jovem que os dois primeiros filmes. O filme é estrelado por Milly e Becky Rosso (Camilla e Rebecca Rosso) como as primas gêmeas de Elle Woods.

## Elenco principal
- Camilla Rosso como Annabelle "Annie" Woods (creditado como Milly Rosso)
- Rebecca Rosso como Isabelle "Izzy" Woods (creditado como Becky Rosso)
- Lisa Banes como diretora Higgins
- Christopher Cousins como Sr. Woods
- Brittany Curran como Tiffany Donohugh
- Curtis Armstrong como Sr. Golden (Gary)
- Rose Abdoo como Sylvia
- Bobby Campo como Chris Lopez
- Chad Broskey como Justin Whitley
- Chloe Bridges como Ashley Meadows
- Amy Hill como a Sra. Chang
- Kunal Sharma como Vivek
- Christoph Sanders como Brad
- Tanya Chisholm como Marcie
- Teo Olivares como Rainbow

## Trilha sonora
- "This Is Me", interpretada por Danielle McKee
- "It's Up To Me", interpretada por Cathy Heller
- "Gaoti Raga" realizada pelos índios Novo
- "Just a Girl" interpretada por Bexy
- "Welcome to the Party", interpretada por Molly M
- "Secret Agent Super Girl" interpretada por The Mona Lisa
- "Hard Swing" interpretada por Steve Multer e A. Karen Muller
- "Come On Come On", interpretada por Joey Sykes
- "Hey Now", realizado por Buddha Belly
- "Ordinary Superstar", interpretada por Danielle McKee
- "Without You" interpretada por Lewis LaMedica
- "Gave It Away" interpretada por Sleestack
- "Rigamarole" interpretada por BTK
- "Who I Am", interpretada por Danielle McKee
- "This Time - It's Mine", interpretada por Britney Christian
- "Lucky Girl", realizado por Camilla and Rebecca Rosso
- "It's a Girl's World" interpretada por Tabitha Fair
- "Dance All Nite", interpretada pela Raymies